# (25602) Ucaronia
(25602) Ucaronia (2000 AA3) – planetoida z pasa głównego asteroid okrążająca Słońce w ciągu 3,46 lat w średniej odległości 2,28 j.a. Odkryta 2 stycznia 2000 roku.